# بيتار سليشكوفيتش
بيتار سليشكوفيتش هو لاعب كرة قدم كرواتي في مركز الهجوم، ولد في 21 فبراير 1991 في سراييفو في البوسنة والهرسك. شارك مع منتخب كرواتيا تحت 21 سنة لكرة القدم. أما مع النوادي، فقد لعب مع دينامو درسدن وشتوتغارت كيكرز وماينتس 05 ونادي آراو ونادي سانت باولي.

## وصلات خارجية
- بيتار سليشكوفيتش على موقع اتحاد كرواتيا (الكرواتية)
- بيتار سليشكوفيتش على موقع قاعدة بيانات كرة القدم.إي يو (الإنجليزية)
- بيتار سليشكوفيتش على موقع بيانات كرة القدم. دي إي (الألمانية)
- بيتار سليشكوفيتش على موقع Soccerway.com (الإنجليزية)
- بيتار سليشكوفيتش على موقع عالم كرة القدم.نت (الإنجليزية)
- بيتار سليشكوفيتش على موقع AS.com (الإسبانية)